# Trans-X
Trans-X è un gruppo musicale canadese formatosi a Montreal, nella provincia del Québec. Dal genere iniziale space disco è successivamente passato al synth pop, all'Hi-NRG e al new age. È famoso nel mondo per il brano Living on Video, di cui esistono più di 300 versioni.

## Storia

### XX secolo
Pascal Languirand, figlio del conduttore radiofonico Jacques Languirand, è un musicista e compositore che ha iniziato a lavorare creando brani per programmi televisivi alla fine degli anni Settanta. Il suo mentore era Brian Eno. Languirand aveva già inciso diversi album di musica ambient, space e krautrock. 
Il nome "Trans-X" deriva dalla canzone del 1977 Trans Europa Express dei Kraftwerk, che Languirand pensava fosse orecchiabile e riflettesse bene la direzione che egli voleva prendere.
Nel 1981 ingaggiò il tastierista e programmatore Steve Wyatt. Nello stesso anno il duo registrò un demo che conteneva due brani: Living on Video e Digital World; entrambi, tuttavia, non ebbero successo. 
Nel 1982 uscì il loro primo singolo, Message on the Radio, che però non entrò nelle classifiche. Questo brano era accompagnato da un video prodotto da Emil Dittrich e Carol Linnane.
Living on Video è stato scritto nel 1981 ma pubblicato due anni dopo dalla Polydor Records, e fu un successo immediato in Canada. 
Nel 1983 il gruppo lanciò un altro singolo, 3-D Dance, che fece la sua prima apparizione su una televisione tedesca.
Ma fu solo con la sua ripubblicazione nel 1985 che Living on Video divenne un successo mondiale: vendette due milioni di copie e raggiunse la nona posizione nella Official Singles Chart del Regno Unito, la sessantunesima nella Billboard Hot 100 e ottime posizioni in altri Paesi europei, addirittura la prima in Francia. La versione francese aveva il titolo Vivre sur Vidéo; il videoclip è stato girato a Monaco di Baviera.
Poiché Steve Wyatt aveva lasciato la band alla fine del 1983, Pascal Languirand ingaggiò Laurie Ann Gill, la quale comparve nei primi video e si era esibita come corista per il gruppo synth pop Nudimension.
Nel 1986 Languirand decise di ritirarsi dopo lo scarso successo dell'album Living On My Own (1988). Lasciatosi alle spalle il synth pop, trascorse diversi anni dedicandosi alla sua carriera da solista, componendo con il cantautore e collaboratore statunitense Joe Caccamise musica new age, space e ambient.
Nel 1994 ritornò nella band, esibendosi dal vivo con Nadia Sohaei, che aveva sostituito Laurie Ann Gill.

### XXI secolo
All'inizio del XXI secolo, Languirand registrò un remix in versione techno-dance del grande successo della band con il titolo Living on Video 2003, oltre a pubblicare The Drag-Matic Album. 
Il 6 maggio 2006 è stata lanciata un'altra versione del medesimo brano, con il titolo Living on Video 2K6. Living on Video ha ispirato anche alcuni gruppi musicali dei primi anni Duemila, come i Cardenia e i Pinocchio, e successivamente il DJ Pakito.
A partire dal 2010 Languirand trasferì la sua residenza in Messico e continuò a preparare nuovi brani.
All'inizio del 2012 si è esibito dal vivo con Truc Quynh, meglio conosciuta come "TQ", una cantante di italo disco di origine vietnamita con la quale collaborava almeno dal 2004. Tuttavia nel singolo pubblicato nel 2010 I Want To Be With You Tonight, incluso sia nell'album L.O.V. 2011 del 2011 che nell'album Hi-NRG uscito nel 2012 in Messico, Languirand è stato accompagnato vocalmente da Corina Lawrence, una cantante di origini argentine che lavorò con lui dal 2008 al 2015.
Nel 2013 sono stati registrati l'audio e il video del brano My Fascination, cantato in coppia con Truc Quynh.
Nel 2012 si aggiunse alla band Luis Broc come batterista elettronico e nel 2014 Ramón Serratos come addetto al sintetizzatore e DJ nelle esibizioni dal vivo nonché produttore discografico del gruppo; entrambi sono di origine messicana. 
Nel corso del 2016 i Trans-X hanno realizzato una serie di tournée in Sudamerica, riaffermando il gusto per il genere Hi-NRG a pubblici eterogenei in Paesi come Cile, Perù e Colombia, con l'aiuto del progetto Discolocos, un film documentario (diretto e prodotto dal giovane David Dávila Herrera) che riflette il mondo degli appassionati dell'Hi-NRG, di cui Trans-X è protagonista insieme a una famiglia messicana che rappresenta i cultori di tale genere musicale, del suo potere e capacità rigenerativa.
Per il film Discolocos Pascal Languirand ha realizzato l'originale colonna sonora, consistente in brani classici dei primi anni Ottanta, in omaggio ai generi Hi-NRG e italo disco, con la collaborazione delle voci di Willie Chambers, Jessica Williams, Claudja Barry, Tobias Bernstrup, Stephen Groth, Cynthia Manley, Eskil Simonsson, Conrad Kaneshiro, Christina Criscione e J.D. Hall.
Con il passare degli anni Languirand interagisce sempre di più con altri artisti e, soprattutto a partire dal 1986, non solo lavora per Trans-X ma si dedica anche ad altri progetti.
Nel 2020 con la realizzazione del progetto Teyolia (il cui album omonimo uscirà nel 2022) viene creato un perfetto ibrido tra la trance pura e i suoni preispanici; la somiglianza con i riti e le coreografie ancestrali che si sperimentano ancora oggi in Messico in eventi a tema retrò è davvero notevole.
Il 9 febbraio 2021 il gruppo lancia l'album Dreams Are Made of Fantasies sotto l'etichetta discografica Cleopatra Records, prodotto da Ramón Serratos a Mérida, nello Yucatán. L'11 novembre dello stesso anno pubblica l'album Psy Energy (contenente quattro brani) sotto l'etichetta Skypark Records, prodotto sempre da Ramón Serratos. Avendo già testato in Teyolia l'ensemble e l'integrazione del suono Hi-NRG con la trance, il passo successivo è stata la fusione del suono peculiare dell'Hi-NRG con un genere altrettanto energetico, lo Psy-trance.

## I membri del gruppo

### Musicisti in attività
- Pascal Languirand: fondatore, solista, keytar (1982–presente)
- Luis Broc: batteria elettronica (2012–presente)
- Ramón Serratos: disc jockey, sintetizzatore (2014–presente)
- Luana Viana de Souza: voce, chitarra (2020–oggi)

### Musicisti non più in attività
- Steve Wyatt: tastiera elettronica, programmazione (1982–1983)
- Anne Brosseau: cori (1983)
- Laurie Ann Gill: cori (1983–1985)
- Eulalia Batlle Vives: voce, coreografia (1994–2004)
- Nadia Sohaei: cori, sintetizzatore (1994–2004)
- Corina Lawrence: cori (2008–2012)
- Julia Manrique: voce (2016)
- Lily Contreras: cori (2018–2020)
- Aletz Franco: batteria elettronica, strumenti a percussione (2018–2020)

## Discografia

### Singoli
- 1981 - Living on Video
- 1983 - Vivre sur Vidéo; Living on Video; Message on the Radio; 3-D Dance
- 1985 - Living on Video (remix)
- 1986 - Ich Liebe Dich (I Love You); Monkey Dance
- 1988 - Maria
- 1991 - Funkytown / Living on Video
- 1995 - A New Life on Video; To Be...Or Not to Be
- 2001 - I Feel the Passion
- 2002 - Living on Video 2002
- 2003 - Living on Video 2003
- 2006 - Living on Video 2K6
- 2010 - I Want to Be with You Tonight
- 2011 - L.O.V. 2011
- 2012 - Fascination 2012; Imagination 2012; Into the Light 2012
- 2015 - Video Night
- 2018 - Videodrome (con Tobias Bernstrup)
- 2021 - One Last Dance (con i Cascada)

### Album
- Living on Video, conosciuto anche con il titolo Message on the Radio (1983)
- Living on Video (1986)
- Living On My Own (1988)
- Trans-X 'Xcess (1995)
- 010101 (2001)
- The Drag-Matic Album (2003)
- L.O.V. 2011 (2011)
- Hi-NRG (2012)
- Trance Versions (EP) (2013)
- Anthology (2014)
- Discolocos, Vol. 1 (Original Motion Picture Soundtrack) (2018)
- Dreams Are Made of Fantasies (2020)
- Psy Energy (2021)
- Teyolia (2022)

### Album solisti di Pascal Languirand
- Minos (solo LP, 1978)
- De Harmonia Universalia (solo LP, 1980)
- Vivre Ici Maintenant (solo LP, 1981)
- Gregorian Waves (1991)
- Ishtar (1993)
- Renaissance (2002)
- LSD (in collaborazione con Michael Huygen, 2003)
- Incanta (2005)